# Episodi di Una famiglia come le altre (seconda stagione)
La seconda stagione della serie televisiva Una famiglia come le altre è stata trasmessa in anteprima negli Stati Uniti d'America dalla ABC tra il 16 settembre 1990 e il 5 maggio 1991.
| nº | Titolo originale            | Titolo italiano | Prima TV USA      | Prima TV Italia |
| -- | --------------------------- | --------------- | ----------------- | --------------- |
| 1  | Honeymoon from Hell         |                 | 16 settembre 1990 |                 |
| 2  | Corky and the Dolphins      |                 | 23 settembre 1990 |                 |
| 3  | The Visitor                 |                 | 30 settembre 1990 |                 |
| 4  | Becca and the Band          |                 | 7 ottobre 1990    |                 |
| 5  | The Banquet Room Renovation |                 | 14 ottobre 1990   |                 |
| 6  | Halloween                   |                 | 28 ottobre 1990   |                 |
| 7  | Chicken Pox                 |                 | 4 novembre 1990   |                 |
| 8  | La Dolce Becca              |                 | 11 novembre 1990  |                 |
| 9  | A Thatcher Thanksgiving     |                 | 18 novembre 1990  |                 |
| 10 | Libby's Sister              |                 | 25 novembre 1990  |                 |
| 11 | The Buddy                   |                 | 9 dicembre 1990   |                 |
| 12 | The Bicycle Thief           |                 | 16 dicembre 1990  |                 |
| 13 | Isn't It Romantic?          |                 | 6 gennaio 1991    |                 |
| 14 | The Bigger Picture          |                 | 13 gennaio 1991   |                 |
| 15 | Last Stand in Glen Brook    |                 | 3 febbraio 1991   |                 |
| 16 | Head Over Heels             |                 | 10 febbraio 1991  |                 |
| 17 | Corky's Travels             |                 | 10 marzo 1991     |                 |
| 18 | Thanks a Bunch, Dr. Lamaze  |                 | 17 marzo 1991     |                 |
| 19 | Ghost of Grandpa Past       |                 | 31 marzo 1991     |                 |
| 20 | Arthur                      |                 | 7 aprile 1991     |                 |
| 21 | Lighter Than Air            |                 | 28 aprile 1991    |                 |
| 22 | Proms and Prams             |                 | 5 maggio 1991     |                 |